# CUS Palermo Pallanuoto
Il CUS Palermo Pallanuoto è la sezione di pallanuoto del Centro Universitario Sportivo di Palermo.

## Storia
La squadra di pallanuoto maschile del CUS Palermo partecipa da diversi anni ai campionati federali. Per undici anni consecutivi, dal 1992-1993 al 2002-2003, ha preso parte al campionato di Serie A2.
Diciotto anni dopo la retrocessione del 2002-2003, nel 2020, torna in Serie A2 dopo aver vinto la finale playoff contro la Waterpolo Palermo. Nel 2022, tuttavia, chiede la retrocessione volontaria in Serie C, ottenendo un'immediata promozione in Serie B.